# Eiji Kawashima
Eiji Kawashima (川島 永嗣 Kawashima Eiji?), född 20 mars 1983 i Yono (nuvarande Saitama), Saitama prefektur, är en japansk fotbollsmålvakt som spelar för det franska laget RC Strasbourg.

## Landslagskarriär
I november 2022 blev Kawashima uttagen i Japans trupp till VM 2022.